# Bolesław Rumiński

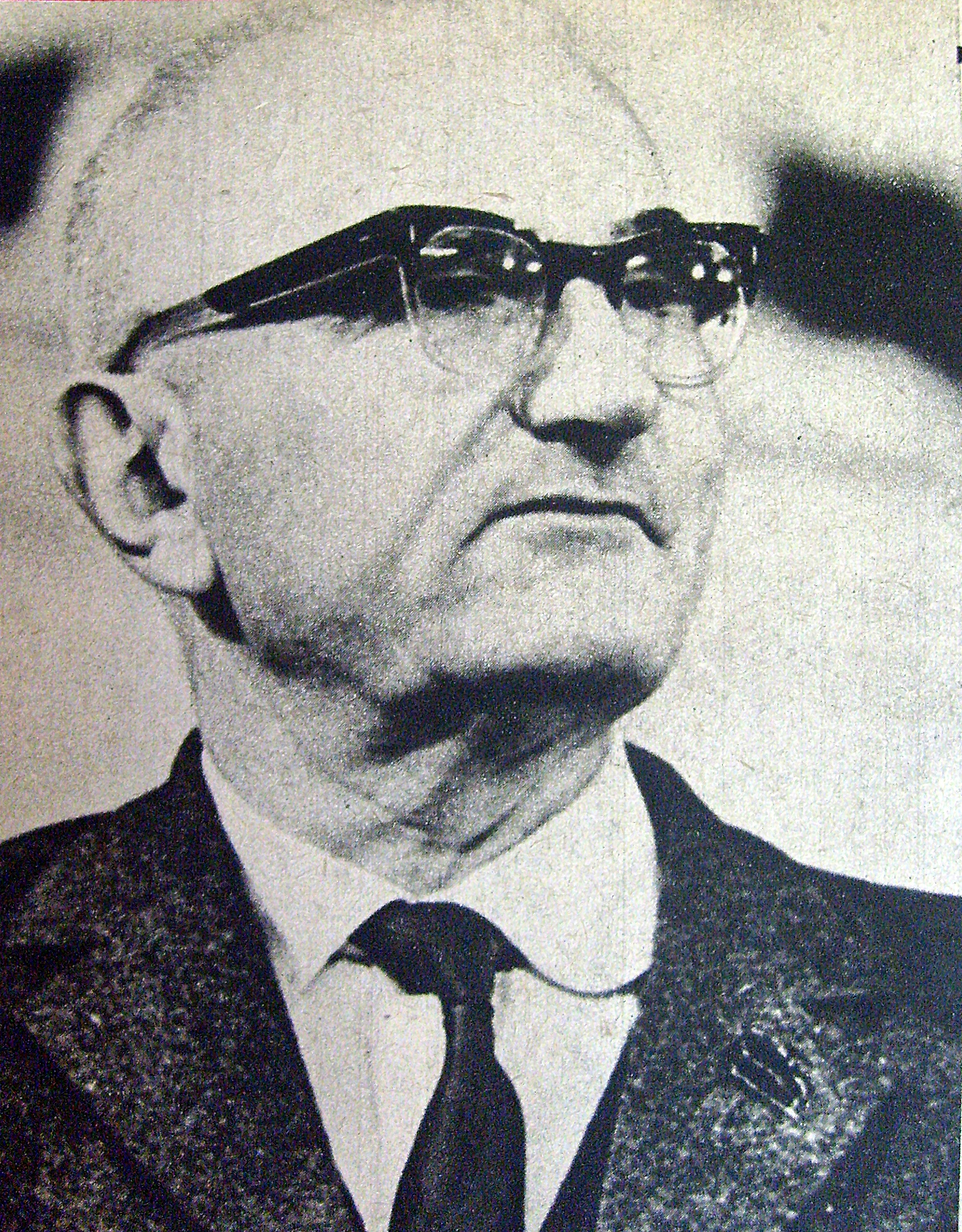
Bolesław Rumiński (1971)

Bolesław Rumiński (* 16. April 1907 in Brzeźno, Gmina Koneck; † 26. Oktober 1971 in Warschau) war ein Politiker der Polnischen Vereinigten Arbeiterpartei PZPR (Polska Zjednoczona Partia Robotnicza) in der Volksrepublik Polen, der unter anderem von 1949 bis 1950 Minister für Agrar- und Lebensmittelindustrie sowie zwischen 1950 und 1957 Minister für chemische Industrie sowie 1971 stellvertretender Vorsitzender des Staatsrates (Rada Państwa) war.

## Leben

### Chemieingenieur, Abgeordneter und Staatssekretär
Bolesław Rumiński begann nach dem Besuch des „Jan Kasprowicz“-Gymnasiums in Inowrocław 1927 ein Studium im Fach Chemieingenieurwesen an der Technischen Universität Warschau und war nach dessen Abschluss 1936 als Chemieingenieur tätig. Bereits während des Studiums engagierte er sich im Jugendverband der Kommunistischen Partei Polens KPP (Komunistyczna Partia Polski) und nach dem Überfall auf Polen 1939 durch die deutsche Wehrmacht im Zweiten Weltkrieg in der Widerstandsbewegung in Jasło sowie später in Warschau. Er trat als Mitglied der Polnischen Arbeiterpartei PPR (Polska Partia Robotnicza) bei, die am 5. Januar 1942 im Untergrund in Warschau gegründet wurde. Nachdem er zwischen 1944 und 1945 Regierungsbevollmächtigter in Lublin war, wechselte er in die Zentralregierung nach Warschau.
Im März 1944 wurde Rumiński für die Polnische Sozialistische Partei - Freiheit, Gleichheit, Unabhängigkeit  WRN (Polska Partia Socjalistyczna – Wolność, Równość, Niepodległość) in den Nationalrat (Krajowa Rada Narodowa) kooptiert und gehörte diesem vom 31. Dezember 1944 bis 1947 an. Während dieser Zeit war er Mitglied der Ausschüsse für Wiederaufbau, für Industrie sowie für Schatz und Haushalt. Im Kabinett von Ministerpräsident Edward Osóbka-Morawski fungierte er zwischen 1945 und 1947 erst als Staatssekretär im Industrieministerium sowie zuletzt als Vize-Industrieminister. Er wurde 1947 für die PPR Mitglied des Gesetzgebenden Sejm (Sejm Ustawodawczy) und gehörte diesem für den Wahlkreis Nr. 35 Kalisz bis 1952 an. In dieser Zeit war er zwischen 1947 und 1949 im ersten Kabinett von Ministerpräsident Józef Cyrankiewicz Staatssekretär im Ministerium für Industrie und Handel. Auf dem I. (Gründungs-)Parteitag der Polnischen Vereinigten Arbeiterpartei PZPR (Polska Zjednoczona Partia Robotnicza) (15. bis 22. Dezember 1948) wurde er zunächst Kandidat des Zentralkomitees (ZK) der PZPR und als solcher auf dem II. Parteitag (10. bis 17. März 1954) bestätigt.

### Minister und ZK-Mitglied
Bolesław Rumiński übernahm am 17. März 1949 im ersten Kabinett Cyrankiewicz das Amt als Minister für Agrar- und Lebensmittelindustrie (Minister przemysłu rolnego i spożywczego) und bekleidete dieses Amt bis zum 30. Dezember 1950. Im Zuge einer Regierungsumbildung übernahm er am 30. Dezember 1950 im ersten Kabinett Cyrankiewicz das neu geschaffene Amt als Minister für chemische Industrie (Minister przemysłu chemicznego) und hatte dieses vom 20. November 1952 bis zum 18. März 1954 auch im Kabinett von Ministerpräsident Bolesław Bierut sowie zwischen dem 18. März 1954 und dem 26. Februar 1957 im zweiten Kabinett Cyrankiewicz inne, ehe Antoni Radliński seine Nachfolge antrat. Am 20. November 1952 wurde er Mitglied des Sejm und vertrat in diesem in der ersten Legislaturperiode bis zum 20. November 1956 den Wahlbezirk Nr. 62 Oświęcim.
Während der Zeit des Polnischen Oktober 1956 gehörte Rumiński im Machtkampf innerhalb der PZPR neben Zenon Nowak, Wiktor Kłosiewicz, Hilary Chełchowski, Aleksander Zawadzki, Władysław Kruczek, Władysław Dworakowski, Kazimierz Mijal, Franciszek Mazur, Franciszek Jóźwiak und Stanisław Łapot der einflussreichen Natolin-Faktion an. Auf Nowaks Initiative hatte sich vor Wochen diese sogenannte Natolin-Gruppe gebildet. Der Name stammt von einem Schlösschen außerhalb Warschaus, das einst Graf Stanisław Kostka Potocki gehörte. Nach dem Posener Aufstand hatten sich dort die Stalinisten der Partei zu einer Geheimkonferenz getroffen, auf der die Rückkehr zu „harten“ Methoden beschlossen wurde. Die Natolin-Gruppe bildete den stalinistischen Flügel im Zentralkomitee, und Zenon Nowak war es, der sich in der Vormittagssitzung des 19. Oktober 1956 der Ausbootung von Konstantin Konstantinowitsch Rokossowski aus dem Politbüro am heftigsten widersetzte. Auf dem ZK-Plenum vom 21. Oktober 1956 wurde er Mitglied des Zentralkomitees der PZPR und gehörte diesem Führungsgremium der Partei nach seinen Bestätigungen auf dem III. Parteitag (10. bis 19. März 1959), auf dem IV. Parteitag (15. bis 20. Juni 1964) und V. Parteitag (11. bis 16. November 1968) bis zu seinem Tode am 26. Oktober 1971 an.

### Präsident der NOT, Wiederwahl in den Sejm und stellvertretender Vorsitzender des Staatsrates
Nach seiner Abberufung als Minister für die chemische Industrie wurde Rumiński am 26. Februar 1957 Staatssekretär im Ministerium für Lebensmittelindustrie und Einkauf (Ministerstwo Przemysłu Spożywczego i Skupu) und behielt diese Funktion im dritten Kabinett Cyrankiewicz (26. Februar 1957 bis 18. Mai 1961), im vierten Kabinett Cyrankiewicz (18. Mai 1961 bis 24. Juni 1965) sowie im fünften Kabinett Cyrankiewicz (24. Juni 1965 bis 28. Juni 1969). 1960 wurde er Präsident der Obersten Technischen Organisation NOT (Naczelna Organizacja Techniczna), die am 15. Dezember 1945 auf seine Initiative in der Tradition der Technikervereinigung der Vorkriegszeit STP (Stowarzyszenie Techników Polskich) gegründet wurde, und bekleidete die Funktion des NOT-Präsidenten bis zu seinem Tode 1971.
Am 15. Mai 1961 wurde Bolesław Rumiński abermals zum Mitglied des Sejm gewählt und vertrat in diesem in der dritten Legislaturperiode bis 31. März 1965, in der darauf folgenden vierten Legislaturperiode (24. Juni 1965 bis 29. April 1969) sowie schließlich in der fünften Legislaturperiode vom 27. Juni 1969 bis zu seinem Tode am 26. Oktober 1971 den Wahlkreis Nr. 14 Toruń. Während dieser Zeit war er jeweils Mitglied des Präsidiums der PZPR-Fraktion.
Mit Beendigung seiner Amtszeit als Staatssekretär wurde Rumiński am 27. Juni 1969 Mitglied des Staatsrates (Rada Państwa), des kollektiven Staatsoberhaupts der Volksrepublik Polen, und war zuletzt vom 13. Februar 1971 bis zu seinem Tode am 26. Oktober 1971 einer der stellvertretenden Vorsitzenden des Staatsrates. Für seine langjährigen Verdienste in der Volksrepublik Polen wurde er mehrfach ausgezeichnet und erhielt unter anderem 1966 den Orden Erbauer Volkspolens (Order Budowniczych Polski Ludowej), den Orden des Banners der Arbeit (Order Sztandaru Pracy) Erster Klasse sowie die Kommandeurswürde des Ordens Polonia Restituta.
Er war mit Antonina Rumińska (1914–2014) verheiratet, die ein Studium der Agrarwissenschaften an der Universität Vilnius absolvierte und als Professorin an der Fakultät für Gartenbau der Warschauer Naturwissenschaftlichen Universität lehrte sowie 1984 Herausgeberin des Sammelwerks Poradnik plantatora ziół („Handbuch des Kräuterzüchters“, 1984) war. Nach seinem Tode wurde er auf dem Warschauer Powązki-Militärfriedhof beigesetzt.

## Hintergrundliteratur
- Władysław Ważniewski: Bolesław Rumiński we wspomnieniach, 1978